# Субъект персональных данных
Субъект персональных данных — физическое лицо, которое прямо или косвенно определено или определяемо с помощью персональных данных.

## Взаимодействие с субъектом персональных данных
Оператор персональных данных имеет право обрабатывать персональные данные субъекта на основании согласия на обработку персональных данных и на основании пунктов, указанных в пункте 1 статьи 6 закона «О персональных данных» (см. Федеральный закон «О персональных данных»).
По данным отчета Уполномоченного органа по защите прав субъектов персональных данных за 2011 год, ровно половина внеплановых проверок операторов персональных данных проводилась на основании обращений субъектов.

## Права субъекта персональных данных
1. Субъект имеет право на получение информации, касающейся обработки его персональных данных, в том числе содержащей: подтверждение факта обработки персональных данных оператором; правовые основания и цели обработки персональных данных; цели и применяемые оператором способы обработки персональных данных; наименование и место нахождения оператора, сведения о лицах (за исключением работников оператора), которые имеют доступ к персональным данным или которым могут быть раскрыты персональные данные на основании договора с оператором или на основании федерального закона; обрабатываемые персональные данные, относящиеся к соответствующему субъекту персональных данных, источник их получения, если иной порядок представления таких данных не предусмотрен федеральным законом; сроки обработки персональных данных, в том числе сроки их хранения; порядок осуществления субъектом персональных данных прав, предусмотренных настоящим Федеральным законом; информацию об осуществленной или о предполагаемой трансграничной передаче данных; наименование или фамилию, имя, отчество и адрес лица, осуществляющего обработку персональных данных по поручению оператора, если обработка поручена или будет поручена такому лицу; иные сведения, предусмотренные настоящим Федеральным законом или другими федеральными законами.
2. Субъект персональных данных вправе требовать от оператора уточнения его персональных данных, их блокирования или уничтожения в случае, если персональные данные являются неполными, устаревшими, неточными, незаконно полученными или не являются необходимыми для заявленной цели обработки, а также принимать предусмотренные законом меры по защите своих прав.
3. Сведения должны быть предоставлены субъекту персональных данных оператором в доступной форме, и в них не должны содержаться персональные данные, относящиеся к другим субъектам персональных данных, за исключением случаев, если имеются законные основания для раскрытия таких персональных данных.
4. Сведения предоставляются субъекту персональных данных или его представителю оператором при обращении либо при получении запроса субъекта персональных данных или его представителя. Запрос должен содержать номер основного документа, удостоверяющего личность субъекта персональных данных или его представителя, сведения о дате выдачи указанного документа и выдавшем его органе, сведения, подтверждающие участие субъекта персональных данных в отношениях с оператором (номер договора, дата заключения договора, условное словесное обозначение и (или) иные сведения), либо сведения, иным образом подтверждающие факт обработки персональных данных оператором, подпись субъекта персональных данных или его представителя. Запрос может быть направлен в форме электронного документа и подписан электронной подписью в соответствии с законодательством Российской Федерации.
5. В случае, если сведения, а также обрабатываемые персональные данные были предоставлены для ознакомления субъекту персональных данных по его запросу, субъект персональных данных вправе обратиться повторно к оператору или направить ему повторный запрос в целях получения сведений и ознакомления с такими персональными данными не ранее чем через тридцать дней после первоначального обращения или направления первоначального запроса, если более короткий срок не установлен федеральным законом, принятым в соответствии с ним нормативным правовым актом или договором, стороной которого либо выгодоприобретателем или поручителем по которому является субъект персональных данных.
6. Субъект персональных данных вправе обратиться повторно к оператору или направить ему повторный запрос в целях получения сведений, а также в целях ознакомления с обрабатываемыми персональными данными до истечения срока, указанного в части 4 статьи 14 152-ФЗ, в случае, если такие сведения и (или) обрабатываемые персональные данные не были предоставлены ему для ознакомления в полном объёме по результатам рассмотрения первоначального обращения. Повторный запрос наряду со сведениями, указанными в части 3 статьи 14 152-ФЗ, должен содержать обоснование направления повторного запроса.
7. Оператор вправе отказать субъекту персональных данных в выполнении повторного запроса, не соответствующего условиям, предусмотренным частями 4 и 5 статьи 14 152-ФЗ. Такой отказ должен быть мотивированным. Обязанность представления доказательств обоснованности отказа в выполнении повторного запроса лежит на операторе.